# 克拉斯·英厄松
克拉斯·英厄松（瑞典語：Klas Ingesson，1968年8月20日—2014年10月29日），瑞典男子足球运动员，场上位置是中场。他曾代表瑞典国家队参加1990年和1994年国际足联世界杯，其中1994年世界杯获得季军。